# アンナ・ベルンホルム
アンナ・ベルンホルム（Anna Bernholm 1991年3月5日- ）はスウェーデンのヴェルムランド県出身の柔道選手。階級は63kg級と70kg級。

## 人物
IJFワールド柔道ツアーなどでは63kg級で一定の実績を残していたものの、2016年のリオデジャネイロオリンピックにはライバルのミア・ヘルマンソンとの代表争いに敗れて出場できなかった。その後に階級を70kg級に上げると、2017年の世界選手権では2回戦で新井千鶴に技ありで敗れた。グランドスラム・アブダビではスウェーデンの女子選手で初めてとなるグランドスラム大会での優勝を飾った。さらには、世界ランキング上位選手で争われるワールドマスターズでも3位となった。2018年のグランプリ・アンタルヤでは、グランプリ大会28回目の出場にして初優勝を果たした。世界選手権では2回戦で大野陽子に横四方固で敗れた。グランドスラム・大阪では決勝まで進むも、世界チャンピオンの新井千鶴に技ありで敗れた。2019年のグランプリ・テルアビブでは優勝した。2021年7月に日本武道館で開催された東京オリンピックでは2回戦で敗れた。2024年2月に現役を引退した。

## 主な戦績
63kg級での戦績
- 2012年 - グランプリ・アブダビ　3位
- 2013年 - グランプリ・チェジュ　3位
- 2014年 - グランプリ・アスタナ　2位
- 2015年 - グランプリ・ブダペスト　3位

70kg級での戦績
- 2016年 - ヨーロッパオープン・タリン　優勝
- 2017年 - ヨーロッパ選手権　5位
- 2017年 - グランドスラム・エカテリンブルグ　3位
- 2017年 - グランプリ・ザグレブ　3位
- 2017年 - グランドスラム・アブダビ　優勝
- 2017年 - ワールドマスターズ　3位
- 2018年 - グランプリ・アンタルヤ　優勝
- 2018年 - グランドスラム・大阪　2位
- 2019年 - グランプリ・テルアビブ　優勝
- 2019年 - グランドスラム・バクー　2位
- 2019年 - グランプリ・フフホト　2位
- 2019年 - ヨーロッパ競技大会　3位
- 2019年 - 世界選手権　5位
- 2020年 -　グランドスラム・パリ　3位
- 2021年 -　グランドスラム・カザン　3位
- 2023年 -　グランドスラム・タシケント　3位

(出典、JudoInside.com)